# Higashi-Kurume

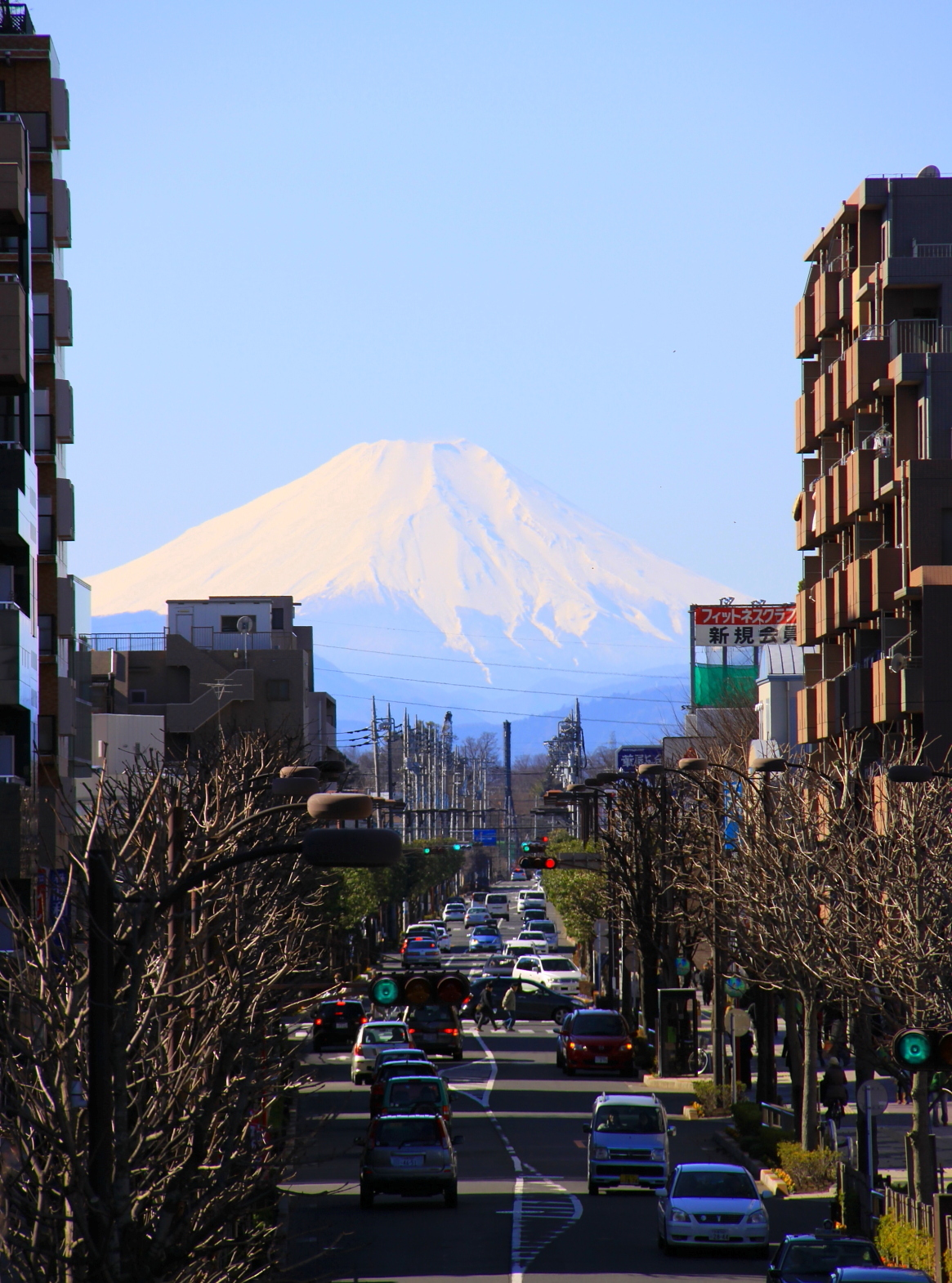
El mont Fuji, vist des de Higashi-Kurume

Higashi-Kurume (東久留米市, Higashi-Kurume-shi), sovint romanitzat com a Higashikurume, és una ciutat i municipi de Tòquio, a la regió de Kanto, Japó. Higashikurume, igual que altres ciutats del seu voltant, és una ciutat dormitori del gran Tòquio. Higashikurume disposa, a més, d'indústria, destacant les plantes de cocacola i Yamazaki Seipan.

## Geografia
La ciutat de Higashikurume es troba al centre-nord de la metròpoli de Tòquio i, en concret, dins de la regió del Tòquio Occidental, on es troba completament a l'est d'aquesta. Higashikurume es troba aproximadament a 25 quilòmetres de la zona urbana de Tòquio o els 23 districtes especials. El terme municipal de Higashikurume limita amb els de Nishitōkyō al sud-est, amb els de Kiyose i Niiza, a la prefectura de Saitama, al nord, a l'oest limita amb el municipi de Higashimurayama i al sud amb el de Kodaira.

### Clima
Higashi-Kurume té, segons la classificació climàtica de Köppen, un clima subtropical humit, caracteritzat pels estius càlids i els hiverns freds, amb lleugeres o inexistents nevades. La temperatura mitjana anual a Higashi-Kurume és de 14,0 graus. La mitjana anual de precipitacions és de 1.647 mil·límetres, sent setembre el mes amb més humitat. La temperatura mitjana més alta és a l'agost amb vora 25,7 graus i la més baixa és al gener amb 2,3 graus.

## Història
L'àrea geogràfica on actualment es troba el municipi de Higashikurume va pertànyer a l'antiga província de Musashi des del període Nara fins a l'era Meiji. Amb la reforma administrativa Meiji, el poble de Kurume va passar a formar part l'1 d'abril de 1889 del districte de Kitatama o Tama nord, actualment desaparegut i en aquella època, part de la prefectura de Kanagawa. El districte sencer va passar a la jurisdicció de l'antiga prefectura de Tòquio l'1 d'abril de 1893. La zona començà el seu desenvolupament actual quan es va inaugurar el ferrocarril de Musashino l'any 1915, que connectava la zona amb el centre de l'antiga ciutat de Tòquio. El 1956 el poble de Kurume va ser ascendit a la categoria de vila. A les dècades de 1960 i 1970 la població del municipi va augmentar considerablement degut a la construcció de grans blocs d'habitatge públic. L'actual ciutat de Higashikurume va ser fundada l'1 d'octubre de 1970 quan la vila de Kurume va ser ascendida a ciutat.
Fins l'ascensió a l'estatus de ciutat del municipi, la vila es deia Kurume, però canvià el seu nom al de Higashikurume per tal que no hi haguera confusió amb la ciutat de Kurume, a la prefectura de Fukuoka. L'actual nom de Higashikurume vol dir en català "Kurume de l'est" o "Kurume oriental".

## Administració

### Alcaldes
- Akitaka Fujii (1970-1975)
- Masatoshi Ishizuka (1975-1978)
- Kōjirō Itō (1978-1982)
- Saburō Yoshida (1982-1990)
- Michio Inaba (1990-2001)
- Shigeya Nozaki (2001-2010)
- Kazuhiko Baba (2010-2014)
- Katsumi Namiki (2014-2021)
- Ryōma Tomita (2021-present)

## Demografia
| 1920    | 1930    | 1940    | 1950    | 1960   | 1970   | 1980    |
| ------- | ------- | ------- | ------- | ------ | ------ | ------- |
| 4.605   | 5.153   | 6.168   | 8.415   | 19.637 | 78.075 | 106.556 |
| 1990    | 2000    | 2010    | 2020    | 2030   | 2040   | 2050    |
| 113.818 | 113.302 | 116.572 | 116.477 | -      | -      | -       |

## Transport

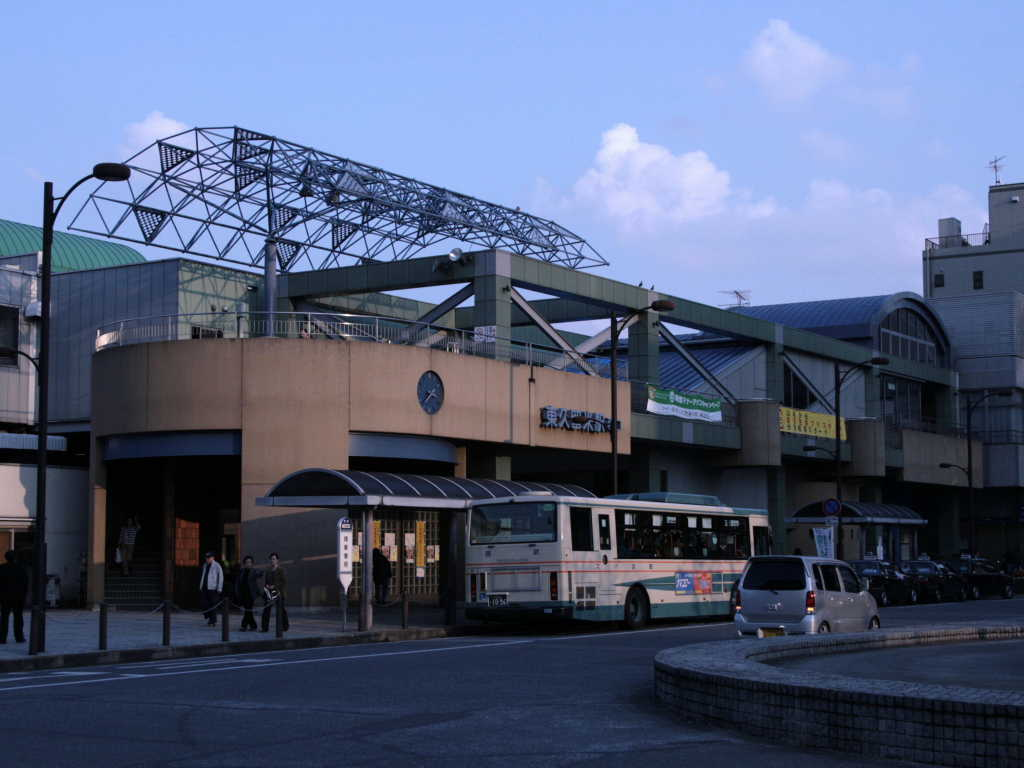
Estació de Higashi-Kurume

### Ferrocarril
- Ferrocarril Seibu
  - Higashi-Kurume

### Carretera
Pel terme municipal de Higashi-Kurume no passa cap autopista ni carretera de nivell nacional, només carreteres dependents del Govern Metropolità de Tòquio.

## Ciutadans il·lustres
- Ken Akamatsu, mangaka.